# Боливарианские игры 2005
15-е Боливарианские игры проходили с 12 по 21 августа 2005 года в Армении и Перейре (Колумбия). В соревнованиях приняли участие 2026 спортсменов из 6 стран. Игры были официально открыты президентом Колумбии Альваро Урибе Велесом. Факел нёс бывший шоссейный велогонщик Рубен Дарио Гомес, золотой призёр Боливарианских игр 1961 года. Торжественную клятву произносил тяжелоатлет Оскар Фигероа.

## Страны-участницы
| - Боливия (208) - Колумбия (608) | - Эквадор (373) - Панама (18) | - Перу (201) - Венесуэла (615) |

В скобках — количество участников от тои или иной страны на играх.

## Виды спорта
- Водные виды спорта:
  -  Прыжки в воду
  -  Плавание
- Стрельба из лука
- Лёгкая атлетика
- Боулинг
- Бильярд
- Баскетбол
- Бокс
- Гребля на байдарках и каноэ
- Велоспорт:
  -  BMX-гонки
  -  Катание на горных велосипедах
  -  Велоспорт на шоссе
  -  Велотрековые гонки
- Конный спорт
- Фехтование
- Футбол 1
- Гимнастика:
  -  Спортивная гимнастика
  -  Художественная гимнастика
- Дзюдо
- Карате
- Ракетбол
- Спидскейтинг
- Парусный спорт
- Стрельба
- Сквош
- Настольный теннис
- Теннис
- Таэквондо
- Триатлон
- Волейбол
- Пляжный волейбол
- Воднолыжный спорт
- Тяжёлая атлетика
- Борьба

1: В соревнованиях участвовали молодёжные сборные (U-17).

## Итоги Игр
| Место | Страна    | Золото | Серебро | Бронза | Всего |
| 1     | Венесуэла | 179    | 136     | 105    | 420   |
| 2     | Колумбия  | 173    | 181     | 116    | 470   |
| 3     | Эквадор   | 25     | 68      | 136    | 229   |
| 4     | Перу      | 25     | 19      | 58     | 102   |
| 5     | Боливия   | 10     | 10      | 43     | 63    |
| 6     | Панама    | 2      | 2       | 7      | 11    |
| Всего | Всего     | 414    | 416     | 465    | 1295  |